# Henry Chapront
Henry Chapront, né le 26 février 1876 à Rochefort-sur-Mer et mort le 15 juin 1965 à La Bachellerie, est un peintre, graveur, aquafortiste et illustrateur français.

## Biographie
Artiste charentais, Henry Chapron monte à Paris et entre à l'école des Arts décoratifs. Sa jeunesse est marquée par le manque de moyens, et il est soutenu à ses débuts par le critique et éditeur Émile Straus qui prend ses dessins pour illustrer La Critique et lui fait faire à la gouache des cartes postales. En 1904, il s'installe dans un atelier de fortune à Viroflay. Très marqué par le symbolisme et le courant moderniste Die Brücke, ses compositions attirent l'œil de la génération des années 1920. Il trouve alors de nombreux éditeurs de littérature pour placer ses illustrations originales qu'il grave parfois lui-même sur le bois ou le cuivre.
Chapront est entre autres connu pour ses illustrations originales destinées aux Oraisons mauvaises de Remy de Gourmont ainsi que pour celles de Là-bas de Joris-Karl Huysmans.
Une rétrospective de son œuvre se tient au musée Sainte-Croix de Poitiers en 1985.

## Publications illustrées
- Émile Straus, L'Aurore du XXe siècle, frontispice gravé, Bibliothèque de la critique, 1901.
- Émile Straus, Punch and Judy, célèbre drame guignolesque..., Bibliothèque de La Pensée, 1903.
- Œuvres de François Villon, adapté par Jules de Marthold, frontispice gravé à l'eau-forte, Librairie des bibliophiles parisiens, 1921.
- Remy de Gourmont, Les chevaux de Diomède, frontispice gravé, La Connaissance, 1921.
- R. de Gourmont, Oraisons mauvaises, bois et dessins, La Connaissance, 1921.
- Jean Lorrain, Monsieur de Phocas, bois gravés, Mornay, 1922.
- J.-K. Huysmans, Là-bas, La Connaissance, 1924.
- André Corthis, Pour moi seule, avec 31 bois originaux, Arthème Favard, 1929.
- Francisco de Quevedo-Villegas, Don Pablo de Ségovie, traduit de l'espagnol par Rétif de la Bretonne, À l'enseigne du pot cassé, 1929.
- Voltaire, Dialogues philosophiques, À l'enseigne du pot cassé, 1929.
- Achille Tatius, Les amours de Leucippe et de Clitophon, 1930.
- Pensées et entretiens d'Épictète, traduit du grec par André Dacier, À l'enseigne du pot cassé, Paris, 1937.

## Annexe